# Brachirus macrolepis
 Brachirus macrolepis és un peix teleosti de la família dels soleids i de l'ordre dels pleuronectiformes que es troba a les costes de l'oceà Índic i a l'oest del Pacífic.